# Agnes von Staufen (Pfalzgräfin)

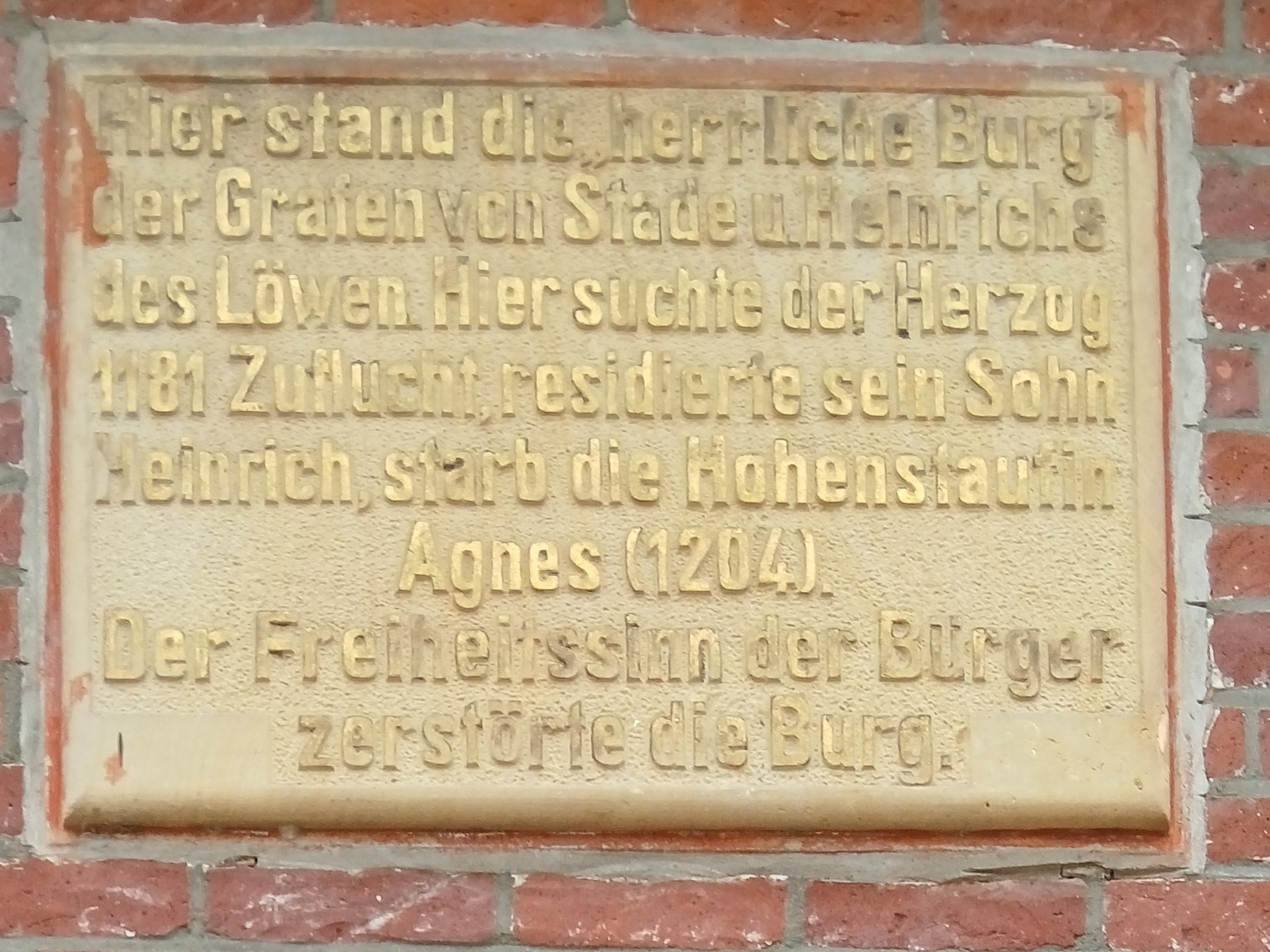
Tafel zur Erinnerung an Agnes von Staufen und die Burg Stade

Agnes von Staufen (* um 1176; † 7. oder 9. Mai 1204 auf Burg Stade, Stade) war die Erbtochter Konrads von Staufen, des Pfalzgrafen bei Rhein, und von 1195 bis 1204 als Ehefrau Heinrichs d. Ä. von Braunschweig selbst Pfalzgräfin bei Rhein.

## Leben
Agnes’ Vater Konrad, Pfalzgraf bei Rhein und Halbbruder des Kaisers Friedrich Barbarossa, war ein um Frieden und Ausgleich im Reich bemühter Politiker. Schon vor 1180 hatte er die Verlobung seiner Tochter mit Heinrich, dem ältesten Sohn Heinrichs des Löwen, arrangiert, um durch diese Verbindung den erneut aufkommenden Konflikt zwischen Staufern und Welfen zu entschärfen.
Im Jahr 1193 bemühte sich Barbarossas Sohn Kaiser Heinrich VI. um ein politisches Bündnis mit dem französischen König Philipp II. August und wollte diesem daher Agnes, die seine Cousine war, zur Frau geben. Als der junge Welfe Heinrich von diesem Vorhaben hörte, sprach er bei Agnes’ Eltern vor. Konrad vermied es, eine verbindliche Aussage zum Verlöbnis seiner Tochter zu treffen, da er einerseits die geplante Verbindung zum französischen König befürwortete, andererseits den von seiner Tochter schwärmerisch verehrten Heinrich nicht brüskieren wollte.
Agnes’ Mutter Irmengard von Henneberg († 1197) befürwortete weiterhin eine Heirat ihrer Tochter mit dem Welfen. Wenig später nutzte sie die Abwesenheit ihres bei Heinrich VI. weilenden Mannes zum Widerstand gegen den Plan des Kaisers. Sie ließ den jungen Heinrich auf Burg Stahleck kommen, wo um den Jahreswechsel 1193/1194 die kirchliche Vermählung des jungen Brautpaars ausgerichtet wurde. Das Ereignis ging als Hochzeit von Stahleck in die Geschichtsbücher ein.
Heinrich VI. fühlte sich hintergangen und verlangte von Konrad die sofortige Annullierung der Ehe. Doch der Pfalzgraf bekannte sich nach anfänglichem Widerstand zur Ehe seiner Tochter, da diese bereits von der Kirche gesegnet worden war. Es gelang ihm, Heinrich VI. von den innenpolitischen Vorteilen dieser Verbindung zu überzeugen. Wenn der Kaiser Konrads Schwiegersohn Heinrich mit der Pfalzgrafschaft bei Rhein belehnen würde, sei zudem die Nachfolge gesichert, die nach dem frühen Tod der Söhne Konrads in Gefahr geraten war. Außerdem schlugen Konrad und Agnes dem Kaiser vor, den von dessen Vater geächteten Heinrich den Löwen zu begnadigen.
Die Versöhnung zwischen dem Staufer Heinrich VI. und dem Welfen Heinrich dem Löwen fand im März 1194 in der Pfalz Tilleda statt. Agnes und ihr Mann Heinrich hatten mit ihrem Coup von Stahleck gute Vorarbeit für dieses wichtige innenpolitische Ereignis geleistet. Dazu kam, dass Heinrich VI. auf einen Ausgleich mit den Welfen und vor allem Frieden im Reich angewiesen war, da er nach dem Tod Tankreds von Lecce († 20. Februar 1194) beabsichtigte, seine Thronansprüche im Königreich Sizilien durchzusetzen.
Agnes starb im Mai 1204 in Stade und wurde im Marienkloster vor der Stadt beigesetzt.

## Familie
Aus der Ehe zwischen Agnes von Staufen und Heinrich d. Ä. von Braunschweig gingen ein Sohn und zwei Töchter hervor. Heinrich d. J. von Braunschweig war von 1212 bis 1214 Pfalzgraf bei Rhein. Die ältere Tochter Irmengard (1200–1260) vermählte sich mit Hermann V., Markgraf von Baden. Die jüngere Tochter (1201–1267), die wie ihre Mutter Agnes hieß, vermählte sich mit Otto II., dem Herzog von Bayern. Letztere wurden die Stammeltern der Wittelsbacher in Bayern und in der Pfalz, ihr Sohn Ludwig der Strenge war der Vater des späteren Kaisers Ludwigs IV. des Bayern. Ihre Tochter Elisabeth wurde die Mutter Konradins, des letzten Staufers.

## Rezeption
Am 18. Mai 1827 fand an der Königlichen Oper in Berlin die Uraufführung der bis zu diesem Zeitpunkt fertiggestellten Teile der Oper Agnes von Hohenstaufen des italienischen Komponisten Gaspare Spontini statt.
Während der Romantik wurde das Leben der Agnes von Staufen verklärt; so stellte Christian Dietrich Grabbe sie in seinem 1830 veröffentlichten Drama Heinrich VI. als unbekümmertes, aber resolutes Mädchen dar, das auf dem Reichstag um sein Liebesglück kämpft und am Totenbett Heinrichs des Löwen die Versöhnung zwischen Welfen und Staufern bewirkt. Nicht weniger charakterstark, jedoch mehr von ihrem Glauben an Liebe und Wahrheit motiviert zeichnet Friedrich von Heyden die Agnes in seinem 1843 erschienenen Versepos Das Wort der Frau. Auch Felix Dahn und Martin Greif haben sich in Bühnenwerken mit dem Stoff auseinandergesetzt.